# Трио „Българка“
Трио „Българка“ е камерна музикална група за български народни песни. Създадена е през 1975 година по идея на Ева Георгиева, солистка от „Мистерията на българските гласове“. Заедно с нея пеят Янка Рупкина и Стоянка Бонева. Вокалните характеристики на трите певици, произхождат от различни региони на България, Ева е от Добруджа, Янка – от Странджа, Стоянка – от Пиринско. Пеенето им се отличава с оригинално музициране и спяване на гласовете.

## Кариера
Преди да се обособят като самостоятелна формация, певиците пеят в Ансамбъла за народни песни на БНР. Ансанбъл, който по-късно швейцарският продуцент Марсел Селие кръщава „Мистерията на българските гласове“. В ансамбъла Ева, Янка и Стоянка са избрани от диригентите да бъдат солистки в хора. Не след дълго трите певици имат участие в Българската национална телевизия, но още не знаели с какво име да се представят, когато тогавашният говорител Даниел Илиев им предложил да се казват Трио „Българка“, което те единодушно приели.
Личен импресарио на трио „Българка“ става музикалният продуцент Джо Бойд, популярен с работата си с Пинк Флойд и R.E.M.. Триото придобива световна известност и поканите за концертни турнета по света не стихват. Заедно с група „Балкана“ са имали концертни турнета в Европа, Съединените щати, Австралия, Израел и Япония.
Певиците оставят над 40 тригласно аранжирани народни песни във фонда на БНР. Издават три албума за „Балкантон“ и Hannibal Records. Тяхната музика е включена в много музикални компилации.
През 1989 г. записват беквокали в песните „Deeper Understanding“, „Never Be Mine“ и „Rocket's Tail“ от албума „The Sensual World“ на британската поп звезда Кейт Буш. Съвместното им творчество е обвързано със сърдечно приятелство. Четири години по-късно участват и в записите на „You're the One“, „The Song of Solomon“ и „Why Should I Love You?“ от албума „The Red Shoes“, в който също колаборира Prince, Ерик Клептън, Джеф Бек и други.
Възхитен от изпълненията им е и прочутият китарист на Бийтълс Джордж Харисън, който след концерт на трио „Българка“ в Лондон възкликва, че това е най-хубавата музика на планетата.
Печелят престижната американска награда „Грами“ през 1990 г. Българските композитори Александър Йосифов, Стефан Кънев, Николай Кауфман, Коста Колев, Петър Крумов, Петър Льондев, Димитър Пенев и др. пишат песни за трио „Българка“. Трио „Българка“ прави първия сериозен пробив на световните сцени с камерното си музициране и в прослава на този толкова изящен жанр, основан на традиционното българско изкуство.

## Разпадането на трио „Българка“
В края на 90-те години триото се разформирова. Последната им изява в оригинален състав е през 1999 г., когато излизат на сцената по време на митинг пред Храм-паметник „Св. Александър Невски“ по повод гостуването на американския президент Бил Клинтън в София.
През 2004 г. Ева Георгиева умира. Янка Рупкина започва солова кариера.

## Дискография
Албуми
- „Трио Българка / Bulgarka Folk Trio“ ‎(1985)
- „Заплакала е Гората“ (1988)
- „Вокално Tрио Българка = Bulgarka Vocal Trio“ (1989)

Колаборации
- „The Sensual World“ (1989) – Кейт Буш
- „The Red Shoes“ (1993) – Кейт Буш

Компилации
- 1988 – ME/Sounds Präsentiert Weltmusik за лейбъла Monsun Records и Line Music GmbH с песента „Прочула се мома Неделя“
- 1994 – The Best Of Both Worlds за лейбъла Hannibal Records и Rykodisc с песента „Снощи съм минал, кузум Еленке“
- 1994 – The Best Of Both Worlds за лейбъла Rykodisc с песента „Снощи съм минал, кузум Еленке“
- 1995 – Sync Without Trace Volume One (One Stop) за лейбъла Rykodisc и Hannibal Records с песента „Заплакала е гората“, „Тръгнала е малка мома“ и „Три бюлбюла пеят“
- 1997 – One Voice – Vocal Music From Around The World за лейбъла Rough Guides с песента „Прочула се мома Неделя“
- 1998 – The Rough Guide To The Music Of Eastern Europe за лейбъла World Music Network с песента „Заплакала е гората“
- 1999 – La Voix Bulgare за лейбъла The Classical Society с песента „Ой, Маце, Маце“, „Научил Са Добри“ и „Страти Ангелаки думаше“
- 1999 – Mystic Chants за лейбъла Retro (2) с песента „Ой, Маце, Маце“, „Научил Са Добри“ и „Страти Ангелаки думаше“
- 2001 – Hannibal Anthology 'World' за лейбъла Hannibal Records с песента „Страти Ангелаки думаше“
- 2002 – The Buddha Experience – Zen Dreams за лейбъла Balance & Harmony ‎с песента „Oh, Matse!“ (Eathrdance Remix)
- 2005 – Kate Bush's Playlist ‎– Songlines: Top Of The World 34 за лейбъла Songlines с песента „Снощи съм минал, кузум Еленке“